# Адамов връх
Адамов връх (на синхалски: ශ්‍රී පාද, Шри Пада; на тамилски: சிவனொளிபாதமலை, Шиванолипатхамалаи) е връх в южна Шри Ланка с надморска височина 2243 m. Известен е с дълго 1,8 метра скално образувание, напомнящо отпечатък от стъпка, което според будистка традиция е стъпка на Буда, според индуистка – на Шива или Хануман, според мюсюлманска и християнска – на първия човек Адам, а друга християнска легенда го свързва с апостол Тома.

## География
Върхът е разположен в южния край на Централното плато, на границата между провинция Сабарагамува и Централната провинция и на 40 километра североизточно от град Ратнапура. Заобиколен е от гористи възвишения, но се откроява силно в областта, тъй като в близост няма друг връх с подобна височина. Голяма част от склоновете му са резерват, обитаван от различни диви животни – от слонове до леопарди – сред които и много редки видове.
Адамовият връх е вододелна зона. От него водят началото си три големи реки – Келани, Валаве и Калу Ганга.
В районите на юг и изотк от върха се добиват скъпоценни камъни – смарагди, рубини и сапфири – с които Шри Ланка е известна и на които се дължи древното ѝ име Ратнадвипа.

## История
Адамов връх се споменава за първи път (като Самантакута) в хроники от IV и V век, в които се отбелязва, че Буда е посещавал върха. Според друга хроника владетелят Валагамба (I век пр. Хр.) се укрива в горите около върха по време на нашествие от Индия, след което се завръща в столицата си Анурадхапура. Китайският будистки монах и пътешественик Фасиен, който посещава Шри Ланка през 411 – 412 година, споменава върха. Отбелязано е и посещението му от владетеля от XII век Виджавабаху I.
Венецианският търговец Марко Поло в своите „Пътешествия“ от 1298 година отбелязва, че Адамовият връх е важен център на поклонничество, но не споменава нищо за стъпката в скалата. През 1344 година берберският пътешественик Ибн Батута изкачва върха и описва стълбището към него с железни парапети с вериги, които да помагат на поклонниците.
Първият англичанин, изкачил върха, е лейтенант Уилям Малкълм на 26 април 1815 година, който публикува наблюденията си в печата. Джон Дейви, брат на известния химик Хъмфри Дейви, посещава върха през 1817 година и описва грамадната стъпка в камъка, украсена с рамка от месинг и скъпоценни камъни.